# Fondettes
Fondettes település Franciaországban, Indre-et-Loire megyében. Lakosainak száma 10 917 fő (2022. január 1.). Fondettes Saint-Roch, Charentilly, Luynes, La Membrolle-sur-Choisille, La Riche, Saint-Cyr-sur-Loire és Saint-Genouph községekkel határos.

## Népesség
A település népességének változása:
| Lakosok száma | 3441 | 5844 | 7325 | 9876 | 10 427 | 10 493 | 10 307 | 10 301 | 10 585 | 10 917 |
|               | 1968 | 1982 | 1990 | 2006 | 2014   | 2015   | 2017   | 2019   | 2020   | 2022   |